# Арись (Караконирський сільський округ)
Ари́сь (каз. Арыс) — село у складі Отирарського району Туркестанської області Казахстану. Входить до складу Караконирського сільського округу.
Населення — 269 осіб (2021; 386 у 2009, 405 у 1999, 408 у 1989).